# Bunomys
Bunomys (Thomas, 1910) è un genere di Roditori della famiglia dei Muridi.

## Descrizione

### Dimensioni
Al genere Bunomys appartengono roditori di medie dimensioni, con lunghezza della testa e del corpo tra 97 e 197 mm, la lunghezza della coda tra 102 e 178 mm e un peso fino a 150 g.

### Caratteristiche craniche e dentarie
Il cranio ha un rostro lungo e sottile, le creste sopra-orbitali poco sviluppate e i fori incisivi sono alquanto corti. I molari sono robusti mentre gli incisivi superiori sono lisci ed arancioni.
Sono caratterizzati dalla seguente formula dentaria:

### Aspetto
La pelliccia è soffice, densa e talvolta setosa, altre volte lanosa. Solitamente non c'è distinzione di colore tra le parti dorsali e quelle ventrali e variano dal grigio scuro al grigio-brunastro. Il muso è relativamente allungato. Le orecchie sono rosate e prive di peli. Il piede è lungo e sottile, la pianta è fornita di sei cuscinetti carnosi. Le dita sono bianche e munite di artigli robusti. La coda è più corta della testa e del corpo, è generalmente scura sopra e più chiara sotto e ricoperta di piccole scaglie ognuna corredata di tre peli. Le femmine hanno due paia di mammelle inguinali.

## Distribuzione
Sono roditori terricoli ed onnivori endemici dell'Isola di Sulawesi.

## Tassonomia
Il genere comprende 8 specie.
- Bunomys andrewsi
- Bunomys chrysocomus
- Bunomys coelestis
- Bunomys fratrorum
- Bunomys karokophilus
- Bunomys penitus
- Bunomys prolatus
- Bunomys torajae